# راسيل مارتن (لاعب كرة قاعدة)
راسيل مارتن هو لاعب كرة قاعدة كندي، ولد في 15 فبراير 1983 في إيست يورك ‏ في كندا.

## وصلات خارجية
- راسيل مارتن على موقع دوري كرة القاعدة الرئيسي (الإنجليزية)
- راسيل مارتن على موقعبيزبول رفرنس.كوم (الدوري الرئيسي) (الإنجليزية)
- راسيل مارتن على موقعبيزبول رفرنس.كوم (الدوري الثانوي) (الإنجليزية)
- راسيل مارتن على موقع إي إس بي إن.كوم (أم.أل.بي) (الإنجليزية)
- راسيل مارتن على موقع مشجعي الرسوم البيانية (الإنجليزية)